# Blepharidattini
Blepharidattini– plemię mrówek z podrodziny Myrmicinae. Obejmuje 2 opisane rodzaje.

## Rodzaje
- Blepharidatta Wheeler, 1915
- Wasmannia Forel, 1893